# فرناندو لورو (وزنه‌بردار)
فرناندو لورو (اسپانیایی: Fernando Louro‎؛ زادهٔ ۱ ژوئن ۱۹۲۲) وزنه‌بردار اهل کوبا بود. وی در بازی‌های المپیک تابستانی ۱۹۴۸ شرکت کرده‌است.